# Parcul dendrologic din Chisălău
Parcul dendrologic din Chisălău (în ucraineană Киселівський дендрологічний парк «Гайдейка») este un parc dendrologic de importanță locală din raionul Cozmeni, regiunea Cernăuți (Ucraina), situat la nord de satul Chisălău, lângă localitatea Ștefănești din raionul Zastavna. Este administrat de consiliul local din Chisălău.
Suprafața ariei protejate constituie 20,4 hectare, fiind stabilită administrativ în anul 1999 prin decizia comitetului executiv regional. Statutul a fost acordat pentru conservarea vechiului parc dendrologic, fondat în 1864 de latifundiarul Ivan von Zott. Pe teritoriul dendrariului cresc mai mult de 15 specii de copaci și arbuști, inclusiv valoroși și exotici: tisa, chiparos, Schisandra chinensis, arborele lalea, Magnolia soulangeana, ienupăr și altele.